# Mika Ninagawa
Mika Ninagawa (蜷川実花, Ninagawa Mika, née le 18 octobre 1972) à Tokyo, est une photographe et réalisatrice japonaise.

## Biographie

### Photographe
Fille du metteur en scène Yukio Ninagawa, la carrière de Mika Ninagawa prend son envol à la fin des années 90 dans le cadre du mouvement japonais « Girly Photo » : ce mouvement, prisé par les amateurs, consiste à prendre des photos d'objets du quotidien.
Par la suite, elle devient célèbre grâce à ses clichés aux couleurs vives et éclatantes de fleurs, poissons rouges et paysages. Elle connaît dès lors un important succès commercial dans la mode comme la publicité. Elle publie plusieurs livres de photos centrés sur les thématiques qui lui sont chères.
Son travail est exposé pour la première fois hors du Japon en 1997 au concept store parisien Colette.
En 2001, elle remporte le prix Kimura Ihei lors de la vingt-sixième cérémonie, l'une des reconnaissances photographiques nippones les plus prestigieuses.
L'artiste collabore régulièrement avec les milieux musicaux et cinématographiques ; elle a notamment réalisé les portraits d'acteurs célèbres tels que Hiroki Narimiya (Milk, 2004), Kiko Mizuhara (Girl, 2012) ou Vanness Wu (Renaissance, 2013).

### Réalisatrice
Mika Ninagawa fait ses débuts en tant que réalisatrice en 2007 avec le long-métrage Sakuran, tiré du manga éponyme. Le personnage principal est incarné par la rockeuse Anna Tsuchiya. A cette occasion, Ninagawa retrouve également Hiroki Narimiya, qu'elle avait photographié trois ans plus tôt pour l'ouvrage Milk.
En septembre 2010, elle travaille avec le groupe AKB48 et réalise le clip de la chanson Heavy Rotation.
Courant 2012, elle sort une seconde adaptation de manga en prise de vue réelle, celle d'Helter Skelter. Kiko Mizuhara, au cœur de son livre-photo Girl, figure au casting.
En 2019, elle réalise un autre travail d'adaptation avec Diner, basé sur le roman éponyme de Yumeaki Hirayama ; la distribution, très prestigieuse, réunit notamment Tatsuya Fujiwara, Eiji Okuda et Kanata Hongō. La réalisatrice retrouve en outre la muse de son premier long-métrage, Anna Tsuchiya. La même année, Ninagawa s'essaie à la biographie en proposant sa vision de l'auteur culte Osamu Dazai avec Shun Oguri dans le rôle titre.
2020 marque ses débuts dans l'univers sériel avec Followers, diffusée sur Netflix.
Au printemps 2022, elle retourne aux mangas en proposant une adaptation cinématographique de XxxHolic.

### Autres
En 2014, elle figure au conseil d'administration du comité d'organisation de Tokyo pour les Jeux olympiques d'été de 2020.
2021 signe son retour en France : aux côtés du scénographe et architecte Tsuyoshi Tane, elle réalise l'exposition Florae pour Van Cleef & Arpels à l'Hôtel d'Évreux. A cette occasion, elle déclare : « Quand je photographie, je réfléchis à la façon d'appréhender la beauté fugace d'une fleur. Van Cleef & Arpels fait de même avec ses créations : la Maison cherche à saisir le mouvement des fleurs et à le retranscrire en joaillerie. C'est très inspirant pour moi ».

## Filmographie

### Cinéma
- 2007 : Sakuran (さくらん?)
- 2012 : Helter Skelter (ヘルタースケルター, Herutā sukerutā?)
- 2019 : Diner (ダイナー, Dainā?)
- 2019 : Ningen shikkaku: Dazai Osamu to san-nin no onnatachi (人間失格 太宰治と3人の女たち?)
- 2022 : XxxHolic (ホリック xxxHOLiC, Horikku)

### Télévision
- 2020 : Followers (série Netflix)

### Clips vidéo
- AKB48
  - Heavy Rotation (2010)
  - Yobisutte Fantasy (de Ue kara Mariko Type-B, 2011)
  - Sugar Rush (de Wreck-It Ralph, 2012)
  - Sayonara Crawl (2013)
  - Kimi wa Melody (2016)

- Alicia Keys
  - Girl on Fire (version japonaise, 2013)

- Koda Kumi
  - Pink Spider (2013)

- Taemin
  - Flame of Love (2017)

## Livres
- A Piece of Heaven. Tokyo, Japan: Editions Treville, 2002.  (ISBN 4-309-90493-9). Photographies en couleur.
- Liquid Dreams. Tokyo, Japan: Editions Treville, 2003.  (ISBN 4-309-90556-0). Photographies en couleur.
- Acid Bloom. Portland, Ore.: Nazraeli Press, 2004.  (ISBN 1-59005-066-5). Photographies en couleur.
- Floating Yesterday. Tokyo, Japan.: Kodansha, 2005.  (ISBN 4-06-213075-0). Photographies en couleur.

## Prix et récompenses
- 1996 : Grand Prize, 9th Shashin Hitotsubo Ten
- 1996 : 13e New Cosmos of Photography, Canon
- 1998 : Prix d'encouragement, 9e prix Konica
- 2001 : 26e prix Ihei Kimura, Asahi Shimbun Publishing Co.
- 2006 : Prix du musée d'art d'Osaka

## Store Produce
- « Shanghai Rose »(Archive.org • Wikiwix • Archive.is • Google • Que faire ?) produit par Mika Ninagawa est un café et un bar situé dans le quartier du Bund de Shanghai au croisement de la rivière Huangpu et de Suzhou Creek. (2013)